# Крымский Вал
У́лица Кры́мский Вал — улица района Якиманка Центрального округа города Москвы. Часть Садового кольца. Расположена между Калужской площадью и Крымским мостом. Нумерация домов начинается от Калужской площади.

## История
Названа по двору (в районе современной улицы), где в XVII—XVIII вв. останавливались посольства крымского хана. Возникла в 1820-х годах после сноса Земляного вала. В XVIII веке в районе Крымского вала находились бойни и Крымские бани. Застройка улицы была деревянной. Во время Первой русской революции улица была перегорожена баррикадами. Во время Октябрьской революции, в октябре 1917 года, на улице Крымский вал находились позиции красногвардейцев, защищавших подступы к Замоскворечью.
В советское время улица была реконструирована. В 1923 году, на месте свалок, была организована Всероссийская сельскохозяйственная и кустарно-промышленная выставка, а позже, в 1928 году, на месте выставки был основан Парк культуры и отдыха имени Горького.

## Примечательные здания и сооружения
По нечётной стороне:
- № 3 — МИСиС, корпус «К».

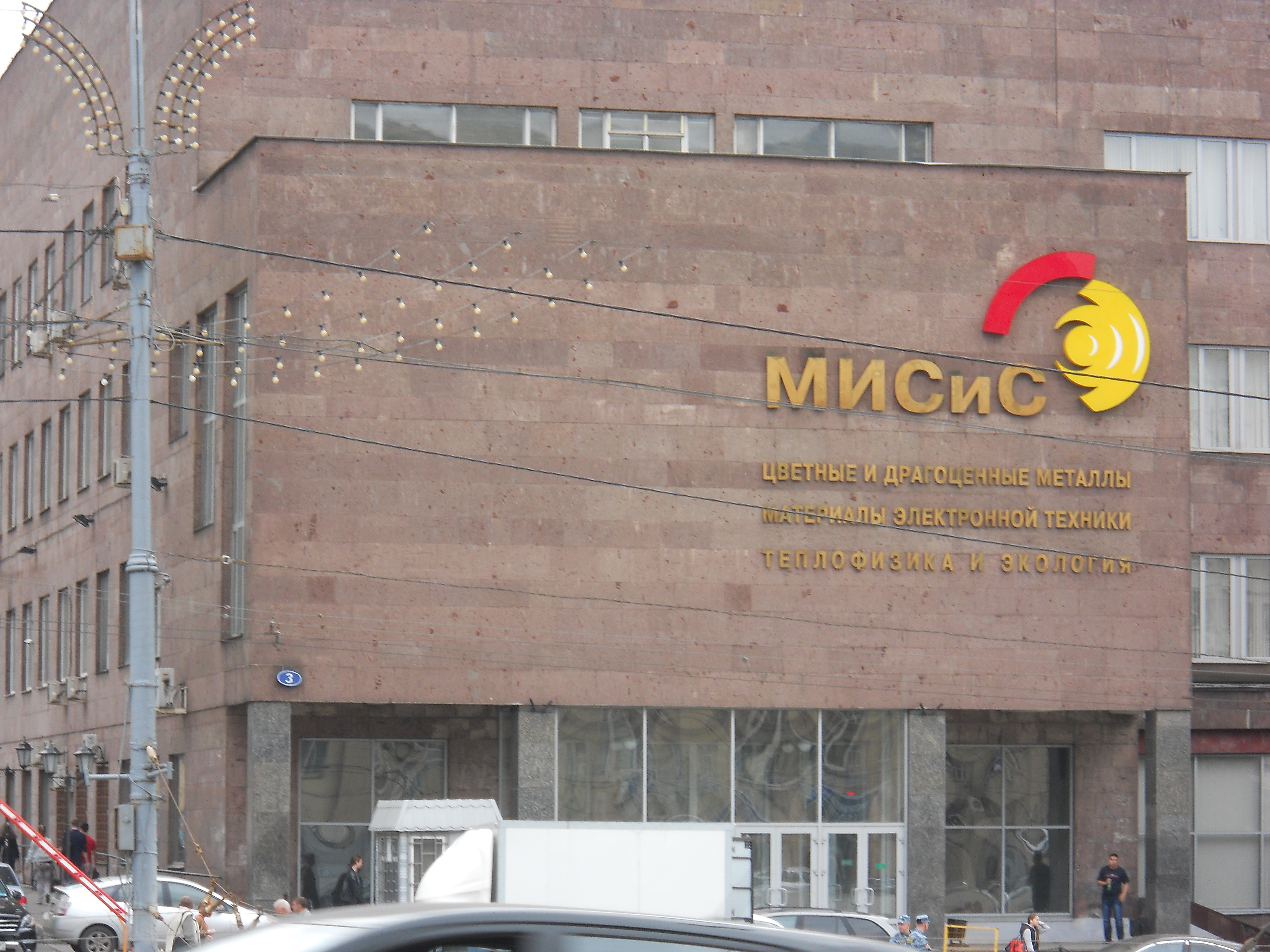
№ 3. МИСиС, корпус «К»

- № 9 — Парк Горького и частично Нескучный сад:
  - строения 1, 2 и 9 — главный вход;
  - строение 23 — Церковь Михаила Архангела при Голицынской больнице (1899, архитектор П. М. Самарин), фактически стоит в Титовском проезде;
  - строение 29 — руины павильона «Механизация»;
  - строение 32 — музей современного искусства «Гараж»;
  - строение 33 — Зелёный театр в Нескучном саду;
  - строение 35 — Ванный домик и Грот в дворцовой усадьбе Нескучное);
  - строение 45 (у Крымского моста) — здание администрации парка Горького.

По чётной стороне:
- № 4 — жилой дом (1941—1950, архитекторы А. Е. Сергеев, Н. Кузнецов)[3]. Здесь жил советский военачальник, адмирал, создатель отечественного ракетно-ядерного флота С. Г. Горшков[4].
- № 6 — жилой дом, где много лет жил и умер актёр кино и Театра на Таганке Г. М. Ронинсон.
- № 8 — жилой дом (1934—1936, архитектор С. А. Власьев)[3]. В 1937—1957 годах здесь жил М. В. Хруничев[5].
- № 10/14 — Центральный дом художника (1962—1979, архитекторы Ю. Н. Шевердяев, Н. П. Сукоян, М. Н. Круглов и другие)[3].

## Транспорт
- Станции метро:
  - «Октябрьская» (радиальная) — в начале улицы.
  - «Парк культуры» (радиальная) — в конце улицы.
- Автобусы: Б, с910.